# میچکووتسی
میچکووتسی (به بلغاری: Michkovtsi) یک منطقهٔ مسکونی در بلغارستان است که در شهرستان گابروو واقع شده‌است.